# The Top of His Head
The Top of His Head és una pel·lícula de comèdia dramàtica canadenca de 1989 escrita i dirigida per Peter Mettler. La pel·lícula és protagonitzada per Stephen Ouimette com a Gus, un venedor d'antenes parabòliques la vida del qual es capgira quan coneix la Lucy (Christie MacFadyen), una artista de performance políticament radical que fugi de gent misteriosa que la persegueix.
La pel·lícula es va estrenar al programa Perspective Canada al Festival Internacional de Cinema de Toronto de 1989.

## Repartiment
- Christie MacFadyen - Lucy Ripley
- Stephen Ouimette - Gus Victor
- David Fox - Oncle Hugo
- Gary Reineke - Berge (pursuer)
- Julian Richings - Robert (henchman)
- Joey Hardin - Joey (henchman)
- Cherie Camp - Telephone Operator
- Nora Currie - Telephone Operator

## Producció
La pel·lícula es va rodar a Toronto, Ontario, a la tardor de 1987.
La banda sonora de la pel·lícula, The Top of His Head va ser escrita i composta per Fred Frith. Jane Siberry també va contribuir amb una cançó, "This Old Earth", que va rebre una nominació al Premi Genie al Millor cançó original als 11ns premis Genie de 1990. La cançó també va aparèixer al seu àlbum de 1989 Bound by the Beauty, sota el títol alternatiu "Something About Trains" .

## Premis
A més del premi a la millor cançó original de Siberry, la pel·lícula també va rebre nominacions a Genie per al Millor Actor (Ouimette) i al Millor Guió Original (Mettler).